# Liste der Monuments historiques in Gilette
Die Liste der Monuments historiques in Gilette führt die Monuments historiques in der französischen Gemeinde Gilette auf.

## Liste der Bauwerke
| Bezeichnung | Beschreibung                                                  | Standort | Kennzeichnung | Schutzstatus | Datum | Bild           |
| ----------- | ------------------------------------------------------------- | -------- | ------------- | ------------ | ----- | -------------- |
| Burgruine   | Die Burg wurde im ersten Drittel des 13. Jahrhunderts erbaut. | (Lage)   | PA00080724    | Inscrit      | 1933  | weitere Bilder |

## Liste der Objekte
| Bezeichnung                                                     | Beschreibung                                                        | Standort | Kennzeichnung | Schutzstatus | Datum | Bild |
| --------------------------------------------------------------- | ------------------------------------------------------------------- | -------- | ------------- | ------------ | ----- | ---- |
| Gemälde mit Rahmen: Apostel Petrus wird von einem Engel befreit | von Louis Abraham van Loo, 1707; in der Kirche Notre-Dame-St-Pierre | (Lage)   | PM06001628    | Classé       | 1994  |      |